# GolfStream Ladies Open
Het GolfStream Ladies Open was een eenmalig golftoernooi in Oekraïne, dat deel uitmaakte van de Ladies European Tour Access Series. Het werd opgericht in 2012 en vond plaats op de Kiev Golf Club in de hoofdstad Kiev.
Het toernooi werd gespeeld in een strokeplay-formule van drie ronden (54-holes) en na de tweede ronde werd de cut toegepast.

## Winnares
| Jaar | Winnares          | Score | Score | Info  |
| ---- | ----------------- | ----- | ----- | ----- |
| 2012 | Anastasia Kostina | 215   | –1    | [ 1 ] |